# Бокс-Бар (стадион)
Бокс-Бар (англ. Box Bar Stadium) — футбольный стадион, расположенный в Банжуле, столице Гамбии.

## История
Стадион был открыт в 1952 году, до обретения страной независимости. Вместимость составляет 10000 человек. Покрытие песок. Рядом расположена мечеть короля Фахда.
5 июля 1952 года на стадионе был сыгран самый первый финал Кубок Гамбии в котором встречались команды Гамбия Юнайтед и Огэстинианс.
До 1983 года был домашним стадионом сборной Гамбии по футболу когда в 1984 году был открыт новый стадиона Индепенденс в Бакау. В настоящее время он в основном используется для футбольных матчей и культурных мероприятий.